# 贾格迪什·穆奇
贾格迪什·穆奇一位是印度政治家，现任阿萨姆邦邦长，并兼任那加兰邦邦长。  他是印度人民党的党员，亦是国民志愿服务团的成员 ，曾任安达曼和尼科巴群岛的副总督、米佐拉姆邦邦长、德里政府的财政、规划、消费税和税收以及高等教育部长。

## 从政之前

### 出身
穆奇 于1942 年 12 月 1 日出生于今日巴基斯坦旁遮普省拉詹普尔县的一个印度教沙拉基人家庭。 4 岁时由于印巴分治，他随家人搬迁至哈里亚纳邦索赫纳 。 

### 教育
穆奇1965 年在拉贾斯坦邦拉杰·里希大学学取得了商学学士学会，又在1967 年获得了德里大学商學碩士学位 。在进入政界之前，他在德里大学沙西特·巴格特·辛格学院任教，并在1995年10月获库茹谢特拉大学金融学博士学位。 

## 政治生涯
穆奇于1958年在帕尼帕特上学时参加了RSS训练营，于1964 年成为阿尔瓦尔区国民志愿服务团秘书( Karyawaha )。在搬到德里后，他于1975年与本地的RSS组织一同反对英迪拉·甘地宣布的紧急状态，并于1977年9 月成为新生的人民党加纳科普里支部总书记。 
他的第一次胜选为1980 年德里大都会议会的补选。 
他被时任联邦规划部长普拉纳布·慕克吉授予全国最佳规划部长奖，并两次在德里人民大会堂获得最佳 MLA 奖。他自1980起代表贾纳克普利选区，期间连续七次赢得该区下议院席位选举，直至在2014年的选举中以25000票之差落选。他在人民党党内担任过多个职位，包括：
- 西区总书记
- 西区主席
- 德里总书记
- 查谟和克什米尔事务部长
- 哈里亚纳邦事务部长。

此外，他在担任德里高等教育部长期间参与了古鲁·戈宾德·辛格·因德拉普拉萨大学的创办工作。
他于 2016 年 8 月成为安达曼和尼科巴群岛副总督，后于 2017 年 9 月成为阿萨姆邦邦长。 

## 个人生活
据其官网显示，穆奇的妻子名为普雷姆，二人在1970年成婚，育有一子一女。